# Мартин Гаштовт
Ма́ртин Ґа́штовт, іноді Мартин Ґаштольд (лит. Martynas Goštautas, пол. Marcin Gasztołd, ст.-укр. Мартинъ Кгаштольдъ; 1423 — 1483 / 1505) — державний, політичний і військовий діяч Великого князівства Литовського. Представник шляхетського роду Гаштовтів гербу Абданк.

## Життєпис
Перебував на службі у польського короля і великого князя литовського Казимира IV. Після смерті удільного київського князя Симеона Олельковича (1454 - 1470), який був одруженим з його сестрою Марією Гаштольд, призначений Казимиром IV Ягеллончиком київським воєводою — але кияни не впустили його у місто. У 1471 році за допомогою війська здобув Київ, поклав кінець існуванню удільного Київського князівства. За спогадами посла Венеційської республіки до Персії Амброзія Контаріні, М. Гастольд («Пан Мартин») опікувався ним під час його перебування в Києві, сприяв його безпечному вояжу до хана в Криму.
Не знайшовши підтримки серед міського українського населення, в 1475 році повернувся до Литви. У 1480 році київським воєводою був призначений киянин Іван Ходкевич.
Посади: київський воєвода (1471–1480), намісник новогрудський (1464—1471 р.), маршалок земський литовський (1480 р.), воєвода троцький (1480 р.).

### Родина
Перша дружина — Марина Гольшанська-Трабська. Син: Альбрехт — державний, політичний і військовий діяч.
Друга дружина — княжна Анна Гольшанська, донька князя Юрія Семеновича Гольшанського (пом. після 1498). Дочка: Єлизавета (пол. Elżbieta) — дружина троцького каштеляна Івана (Яна) Миколи Радзивілла (1474 — 1522; шлюб 1492 р.))